# تملك الكوفية
تملك الكوفية تابعية أدركت أم سلمة، زوج الرسول محمد، وروت عنها، وعنها روى أبو إسحاق السبيعي.